# Volker Külow

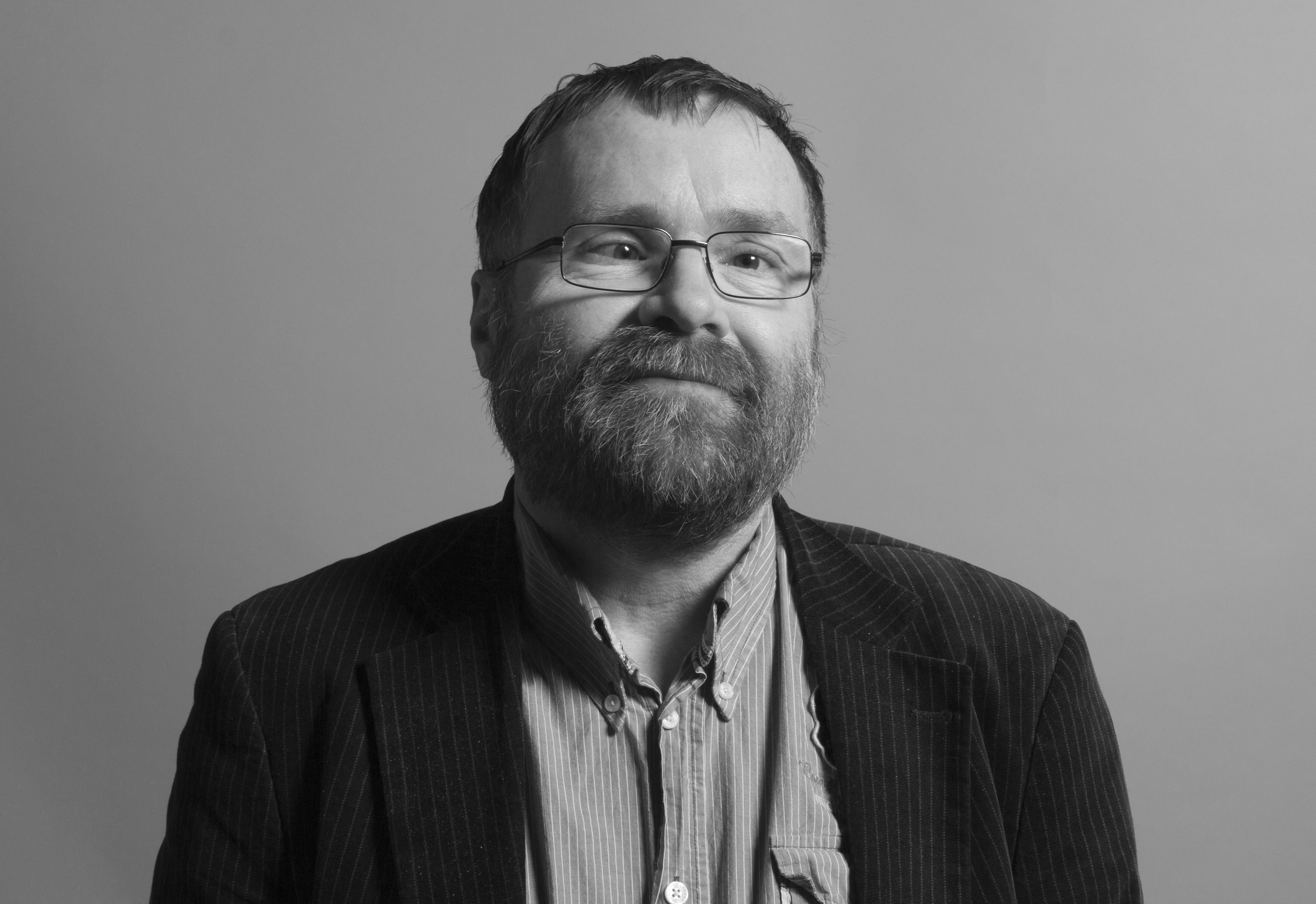
Volker Külow, 2013

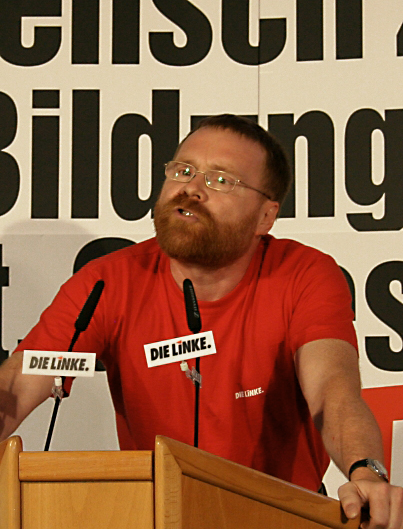
Volker Külow, 2009

Volker Külow (* 12. November 1960 in Leipzig) ist ein deutscher Politiker (Die Linke). Er war von 2004 bis 2014 Mitglied des Sächsischen Landtags.

## Leben und Beruf
Volker Külow ist ein Sohn des Kabarettisten und Schauspielers Edgar Külow. Nach dem Abitur absolvierte Külow seinen Wehrdienst von 1979 bis 1982 bei der NVA. Von 1982 bis 1986 schloss sich eine Ausbildung an der Karl-Marx-Universität Leipzig zum Diplomlehrer Marxismus-Leninismus/Geschichte der Arbeiterbewegung an. Dort promovierte er 1988 zum Dr. phil. und arbeitete von 1988 bis 1992 als wissenschaftlicher Mitarbeiter an der Universität Leipzig.
Von 1994 bis 2002 war er Mitarbeiter der Bundestagsabgeordneten Barbara Höll und Täve Schur. Anschließend war er bis zu seiner Landtagsmitgliedschaft ein Jahr als freier Journalist, Lektor und Autor tätig.
Volker Külow ist geschieden und hat zwei Kinder.

## Partei
Volker Külow wurde 1980 Mitglied der SED. Im Juni 2004 wurde er für die Linkspartei.PDS in den Leipziger Stadtrat gewählt. Im März 2006 unterzeichnete Külow den Gründungsaufruf der vom Bundesamt für Verfassungsschutz (BfV) beobachteten, als linksextremistisch eingestuften Antikapitalistischen Linken (AKL).
Vom 22. September 2007 bis zum 5. März 2016 war er Vorsitzender des Stadtverbandes der Partei DIE LINKE. Seines umstrittenen Führungsstils wegen traten in den Monaten Januar und Februar des Jahres 2008 fünf Stadtvorstandsmitglieder (darunter drei WASG-Mitglieder) zurück. Külow verfolgte als Vorsitzender von DIE LINKE.Leipzig einen Kurs der haushaltsorientierten Sozialpolitik und stieß damit zunehmend auf Kritik aus den eigenen Reihen.

## Abgeordneter
Mitglied des Sächsischen Landtags war Volker Külow von Oktober 2004 bis September 2014. Dort war er während der 4. Wahlperiode (2004–2009) Mitglied im Ausschuss für Wissenschaft und Hochschule, Kultur und Medien und im Untersuchungsausschuss Versäumnisse und Fehlentscheidungen der Staatsregierung und ihrer Mitglieder bei der Landesbank Sachsen Girozentrale (Sachsen LB). In der 5. Wahlperiode war Külow erneut Mitglied im Ausschuss für Wissenschaft und Hochschule, Kultur und Medien. Er war zudem kulturpolitischer Sprecher der Linksfraktion. Bei der Landtagswahl in Sachsen 2014 verlor Külow sein Abgeordnetenmandat.

## Stasi-Mitarbeit
Überregionale Aufmerksamkeit erregte Volker Külow durch seinen Umgang mit seiner Vergangenheit als inoffizieller Mitarbeiter des Ministeriums für Staatssicherheit (MfS). Unter den Decknamen Bernau und Ostap arbeitete er für das MfS und forschte bis Herbst 1989 Mitbürger gegen Bezahlung heimlich aus.
Im Gegensatz zu anderen Stasi-Informanten bekennt sich Külow zu der Richtigkeit der Unterlagen, die die Birthler-Behörde vorgelegt hat. Er bekennt sich zu seiner geheimdienstlichen Tätigkeit, die er auch heute noch  „in Ordnung“ findet und als „legitim“ bezeichnet.
Die Linksfraktion im Landtag sowie der Landesvorstand der Partei haben sich hinter Volker Külow gestellt und sein Verbleiben in der Fraktion beschlossen.
Von Seiten der anderen Fraktionen im Landtag wurde Külow zum Mandatsverzicht aufgefordert.
Gemäß Art. 118 der sächsischen Verfassung hat der Sächsische Landtag am 14. Dezember 2007 mit den Stimmen von CDU, SPD, Bündnisgrünen, FDP und NPD – nur mit der Zustimmung auch letzterer kam die erforderliche Zweidrittelmehrheit zustande – entschieden, Abgeordnetenanklage gegen Külow zu erheben.
Külow kritisierte die Klage und sprach von parteipolitischer Instrumentalisierung. Nirgendwo sonst in ganz Europa sei es möglich, „Politiker ihres Mandats aufgrund von Verfehlungen aus der Vergangenheit zu entheben, die in keinem Zusammenhang mit der aktuellen Ausübung ihres Mandats stehen.“ Die politische Arbeit in den Nachwendejahren interessiere niemanden. Seine 30-jährige politische Biographie sei stattdessen auf „meine 18monatige Stasi-Zusammenarbeit runtergekürzt“ worden.
Am 11. Dezember 2008 wies der Sächsische Verfassungsgerichtshof den Klageantrag als unzulässig ab, da „der Beschlussfassung im Landtag keine wirksame Abstimmung über die tatbestandsmäßigen Voraussetzungen einer Abgeordnetenanklage zu Grunde lag“ und „der Landtagsbeschluss den Gegenstand der Anklage nicht ausreichend bestimmt“ habe.